# Kovács Marcell (bíró)
Kovács Marcell, 1887-ig Kramer Móric (Csák, 1868. február 5. – Budapest, Terézváros, 1936. október 20.) bíró, jogi szakíró.

## Élete
Kramer Ignác orvos és Engel Borbála (Babetta) fia. Jogi tanulmányai végeztével a bozovicsi királyi járásbíróság aljegyzője lett, ahonnan 1891-ben áthelyezték Lugosra, ahol törvényszéki jegyzőként működött. Ezután Temesvárra került törvényszéki jegyzőnek, ahol 1894 márciusában albírói kinevezést kapott. 1912-ben kinevezték a temesvári ítélőtábla bírájának, majd két évvel később Budapesten lett ítélőtáblai bíró. 1918 és 1925 között a kúria bírája volt. 1925-ben nyugalomba vonult, de folytatta hivatásának gyakorlását bíróként és ügyvédként az 1936-ban bekövetkezett haláláig. A polgári perrendtartásról írt munkája az 1911. évi I. törvénycikk mintaszerű, rendkívül bő anyaggyűjtést tartalmazó legrészletesebb feldolgozása. Szerkesztette a Jogtudományi Közlöny című folyóirat Perjogi Döntvénytár című mellékletét.
Felesége Berger Anna volt, akit 1893-ban vett nőül.
A budapesti Farkasréti temetőben helyezték végső nyugalomra.

## Művei
- A polgári perrendtartás zsebkönyve (Budapest, 1914)
- A polgári perrendtartás magyarázata (I–III., Budapest, 1933)